# Вероникаструм виргинский
Вероника́струм вирги́нский (лат. Veronicastrum virginicum) — многолетнее травянистое растение, вид рода Вероникаструм семейства Подорожниковые (Plantaginaceae).

## Ботаническое описание
Высота растения до 130 см.
Корневая система мощная, со временем древеснеющая.
Листья ланцетные, зелёные.
Соцветия метельчатые, разветвлённые, до 15 см длиной в зависимости от сорта розового, белого, сиреневого цвета.
Цветёт в июне—августе. Согласно другому источнику цветение длится около месяца с середины августа.

## Распространение и экология
Родина — восток Северной Америки. В условиях Восточной Европы (где разводится в цветниках) нередко дичает.

## Синонимы
По данным Germplasm Resources Information Network в синонимику вида входят:
- Leptandra virginica (L.) Nutt.
- Veronica virginica L. basionym

## В культуре
В культуре с 1714 года.
Распространённые сорта:
- 'Alba' — 175 см высотой с белыми цветками[1];
- 'Fascination' — высота 100—150 см, цветки светло-фиолетово-синие; соцветия разветвлённые в нижней части[4];
- 'Rosea' — 160 см высотой с розовыми цветками[1];
- 'Pink Glow' — с розовато-белыми цветками[1].

Вероникаструм виргинский рекомендуется высаживать на полностью освещённых местах, в полутени стебли слабее. Лучше развивается на питательной влагоёмкой почве. Вредителями и болезнями не поражается. Размножают делением куста и черенокванием отрастающих побегов весной. Хорошо переносит пересадку. Высаживают в совместной посадке с рудбекиями, мискантусами, молиниями, астрами, эхинацеей, флоксами, многими крупными злаками (молинией, горцем полиморфным, вейником)
.